# Lesňáček zlatý
Lesňáček zlatý (Protonotaria citrea) je malý zpěvný pták z čeledi lesňáčkovitých (Parulidae). Jedná se také o jediného zástupce rodu Protonotaria. Dorůstá 13 cm a váží 12,5 g. Má olivově zelený hřbet, modro-šedá křídla a ocas, žlutou spodinu těla a relativně dlouhý, zašpičatělý, černý zobák. Dospělí samci mají zářivou oranžovo-žlutě zbarvenou hlavu, zatímco samice a mladí ptáci jsou jednotvárnější a hlavu mají žlutou.
Hnízdí v lesích v blízkosti vod a v bažinách v jižní Kanadě a na východě Spojených států. Živí se zejména hmyzem a hlemýždi. Hnízdo buduje ve stromových dutinách, často využívá již opuštěných dutin strakapoudů osikových (Picoides pubescens). Je tažný se zimovišti v Karibiku, Střední Americe a na severu Jižní Ameriky.